# سيدني هولاند
كان السير سيدني جورج هولاند (بالإنجليزية: Sidney Holland)‏، الحائز على وسام الحَمّام التكريمي ووسام رفقاء الشرف وعضو المجلس الخاص للمملكة المتحدة (18 أكتوبر 1893 - 5 أغسطس 1961)، سياسيًا نيوزيلنديًا شغل منصب رئيس الوزراء الخامس والعشرين لنيوزيلندا في الفترة الممتدة بين 13 ديسمبر 1949 و20 سبتمبر 1957. لعب دورًا فعالًا في تأسيس الحزب الوطني النيوزيلندي وتوحيده، الحزب الذي هيمن على السياسة النيوزيلندية في معظم فترات النصف الثاني من القرن العشرين.
انتُخب هولاند لعضوية البرلمان في عام 1935، وأصبح ثاني زعيم للحزب الوطني، وزعيم المعارضة، في عام 1940. خدم لفترة وجيزة (1942) في مجلس وزراء الحرب لكنه هاجم بعدها حكومة حزب العمال بسبب سياساتها الاقتصادية القائمة على التدخل. قاد هولاند الحزب الوطني إلى أول انتصاراته الانتخابية في عام 1949. نفذت حكومته الوطنية إصلاحات اقتصادية معتدلة، وألغت العديد من ضوابط الدولة. أجرت حكومة هولاند أيضًا تغييرًا دستوريًا في عام 1950، إذ ألغت المجلس التشريعي، أو ما يسمّى مجلس الشيوخ في البرلمان، بحجة عدم فعاليته.
دعا هولاند إلى عقد انتخابات مبكرة في عام 1951، بعد أن واجه عمال الموانئ وعمال مناجم الفحم المضربين والعازمين على ما أسماه «الفوضى الصناعية»، ليُعاد انتخابه على إثرها رئيسًا للوزراء. وقعت الحكومة الوطنية في ولايته الثانية على معاهدة أنزوس مع أستراليا والولايات المتحدة. قاد هولاند حزبه إلى الفوز الثالث على التوالي في عام 1954. تنحى هولاند عن منصب رئيس الوزراء عام 1957 عقب المشكلات الصحية التي عاناها، ليحل محله كيث هوليوك.

## حياته الباكرة
وُلد سيدني هولاند في غرينديل القابعة في منطقة كانتربري بالجزيرة الجنوبية، وكان أصغر إخوته الثمانية ورابع أبناء الأسرة الذكور. كان والده، هنري هولاند، مزارعًا وتاجرًا، وشغل منصب عمدة مدينة كرايستشيرش بين عامي 1912 و1919، وأصبح نائبًا برلمانيًا عن حزب الإصلاح في كرايستشيرش الشمالية بين عامي 1925 و1935. انضم هولاند إلى الجيش النيوزيلندي خلال الحرب العالمية الأولى في عام 1915 بصفة جندي مرابط، وجرى ترفيعه لاحقًا إلى رتبة ملازم ثانٍ. شارك في الأعمال الحربية في معركة ميسينز قبل أن يعود إلى الوطن عقب إصابته إصابةً شديدةً، نُقل على إثرها إلى المستشفى لمدة ستة أشهر ليفقد إحدى رئتيه بعدها.
كان هولاند رياضيًا ومديرًا رياضيًا بارزًا، إذ مثّل كانتربري على مستوى المقاطعات ومستوى بين الجزر في لعبة الهوكي. أدار هولاند بعد اعتزاله اللعب فريق الهوكي النيوزيلندي في جولة لم يُهزم فيها في أستراليا عام 1932 وكان أيضًا حكمًا بارزًا للهوكي. أسّس هولاند وأحد إخوته بعد الحرب شركة ميدلاند الهندسية في كرايستشيرش، التي صنعت مضخات رش البستنة وعملت وفق مخطط لتقاسم الأرباح مع موظفيها. تزوج هولاند لاحقًا من فلورنس درايتون في عام 1920، وأنجب الزوجان ابنين وابنتين. وفقًا لكاتب سيرته الذاتية، باري غوستافسون، نشأ هولاند على الميثودية، لكنه أصبح فيما بعد أنجليكانيًا.

## روابط خارجية
- سيدني هولاند على موقع الموسوعة البريطانية (الإنجليزية)
- سيدني هولاند على موقع مونزينجر (الألمانية)
- سيدني هولاند على موقع إن إن دي بي (الإنجليزية)